# Communauté de communes du Pays des Côtes et de la Ruppe
Die Communauté de communes du Pays des Côtes et de la Ruppe ist ein ehemaliger kommunaler Zusammenschluss (Communauté de communes) von acht Gemeinden im Nordwesten des Départements Vosges in der ehemaligen RegionLothringen.
Der Kommunalverband hatte 1.019 Einwohner (2008) auf 67,83 km², was einer Bevölkerungsdichte von 15 Einwohnern/km² entsprach. Sitz des Verbandes, der zu den kleinsten Lothringens zählte, war die Gemeinde Clérey-la-Côte.
Der Name des am 24. Dezember 1997 gegründeten Verbandes deutet auf die geografische Lage in den Côtes de Meuse, einem 200 Kilometer langen, die Maas rechts begleitenden Höhenzuges und auf den Ruisseau de Ruppes, einem kleinen Nebenfluss der Maas, der das Gebiet größtenteils entwässert. Die kalkhaltigen Böden im Osten des Gebietes lassen Niederschläge schnell versickern. Hier verläuft der Aroffe unterirdisch.
Der Kommunalverband wurde gebildet, um die materiellen Ressourcen der Gemeinden zu bündeln und die wirtschaftliche Entwicklung zu koordinieren. 
Mit Wirkung vom 1. Januar 2013 fusionierte der Gemeindeverband mit der Communauté de communes du Pays de Jeanne und der Communauté de communes du Pays de Neufchâteau und bildete damit die neue Communauté de communes du Bassin de Neufchâteau.

## Ehemalige Mitgliedsgemeinden
| - Autreville - Clérey-la-Côte - Harmonville - Jubainville | - Martigny-les-Gerbonvaux - Punerot - Ruppes - Tranqueville-Graux |